# Trichostomum hyalinoblastum
Trichostomum hyalinoblastum là một loài Rêu trong họ Pottiaceae. Loài này được (Broth.) Broth. miêu tả khoa học đầu tiên năm 1902.